# Team Raleigh/Saison 2011
Dieser Artikel listet Erfolge und Mannschaft des Radsportteams Team Raleigh in der Saison 2011 auf.

## Abgänge – Zugänge
| Zugänge         | Team 2010                     | Abgänge                      | Team 2011                 |
| --------------- | ----------------------------- | ---------------------------- | ------------------------- |
| Matt Cronshaw   | Rapha Condor-Sharp            | Julian Rammler               | Partizan Powermove        |
| Jeroen Janssen  | Plowman Craven-Madison (2009) | Dale Appleby                 | CyclePremier.com-Metaltek |
| Matthew Kipling | Pinarello Racing Team (2008)  | Tom Barras                   | CyclePremier.com-Metaltek |
| Matthew Gee     | Neoprofi                      | Michael Cuming               | Unbekannt                 |
| Matthew Jones   | Neoprofi                      | Daniel Shand                 | Unbekannt                 |
| Gaël Le Bellec  | Neoprofi                      | Peter Smith                  | Unbekannt                 |
| Philip Mooney   | Neoprofi                      | James Stewart                | Unbekannt                 |
| Ryan Parnes     | Neoprofi                      | Matthew Jones (bis 31. Juli) | Unbekannt                 |
| James Sparling  | Neoprofi                      |                              |                           |

## Mannschaft
| Name            | Geburtsdatum       | Nationalität           |
| --------------- | ------------------ | ---------------------- |
| Matt Cronshaw   | 30. September 1988 | Vereinigtes Königreich |
| Dan Fleeman     | 3. Oktober 1982    | Vereinigtes Königreich |
| Matthew Gee     | 2. Januar 1991     | Vereinigtes Königreich |
| Richard Handley | 1. September 1990  | Vereinigtes Königreich |
| Liam Holohan    | 22. Februar 1988   | Vereinigtes Königreich |
| Jeroen Janssen  | 13. Mai 1984       | Niederlande            |
| Matthew Kipling | 30. November 1982  | Vereinigtes Königreich |
| Gaël Le Bellec  | 6. April 1988      | Frankreich             |
| Philip Mooney   | 11. Januar 1985    | Vereinigte Staaten     |
| Ryan Parnes     | 14. August 1984    | Vereinigte Staaten     |
| James Sparling  | 28. Dezember 1984  | Kanada                 |

## Platzierungen in UCI-Ranglisten
UCI America Tour 2011
|      | Fahrer      | Punkte |
| ---- | ----------- | ------ |
| 370. | Dan Fleeman | 3      |

UCI Europe Tour 2011
|       | Fahrer          | Punkte |
| ----- | --------------- | ------ |
| 1121. | Richard Handley | 4      |